# Поляна (Башкортостан)
Поляна (баш. Поляна) — посёлок в составе городского округа город Уфа, находящийся в Искинском сельсовете, подчинённом Кировскому району.
Расположена примерно в 23 км к югу от центра Уфы и в 5 км к югу от станции Уршак. Находится у восточного берега озера Большой Улукуль напротив Искино.

## Население
В 2002 году было 47 жителей (96 % русские).

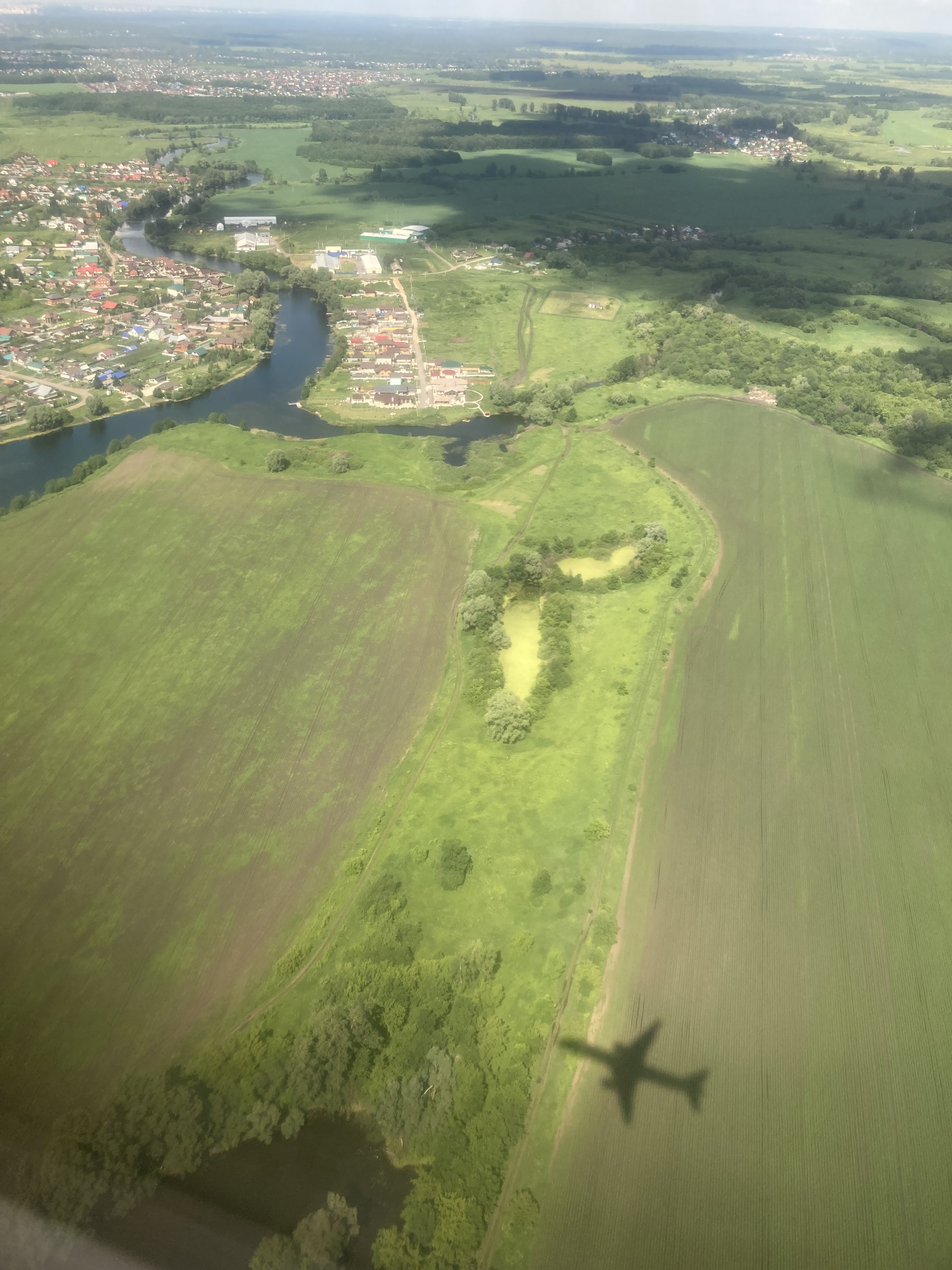
оз. Большой Улукуль разделяющий села Искино и Поляна.

## История
Посёлок Поляна передан в составе Искинского сельсовета в подчинение города Уфы 17 апреля 1992 г. (постановление Совета Министров Республики Башкортостан №100 «О передаче хозяйств Уфимского района в административные границы г. Уфы, предоставлении земель для коллективного садоводства и индивидуального жилищного строительства» (в ред. от 19.10.1992 № 347).

## Улицы
- Полянская;